# Josephine Bloéb
Josephine Bloéb (* 9. Dezember 1992 in Innsbruck) ist eine österreichische Schauspielerin.

## Leben
Josephine Bloéb wurde als Tochter des Schauspielers Gregor Bloéb und der Schauspielerin Ute Heidorn geboren. Von 2012 bis 2016 studierte sie am Max Reinhardt Seminar Schauspiel, Rollenunterricht erhielt sie unter anderem bei Dietmar König und Florian Teichtmeister. 2015 wirkte sie in einem Gastspiel des Reinhardt-Seminars am Wiener Akademietheater in der österreichischen Erstaufführung von Liebe und Information von Caryl Churchill mit. Im Sommer 2015 war sie bei den Sommerspielen Perchtoldsdorf in der Rolle von Prosperos Tochter Miranda im Sturm von William Shakespeare in der Inszenierung von Michael Sturminger zu sehen.
Ab September 2016 war sie Ensemblemitglied am Theater in der Josefstadt, wo sie in der Uraufführung von Ödön von Horváths Niemand zu sehen war, zuvor sprang sie dort im April 2016 in Schnitzlers Anatol kurzfristig für die erkrankte Katharina Straßer als Annie ein. Im Dezember 2016 hatte sie als Sabine im Mädl aus der Vorstadt in einer Inszenierung von Michael Schottenberg Premiere. 2017 spielte sie Lady Capulet in Romeo & Rosalinde unter der Regie von Meo Wulf.
Ab der Saison 2017/18 gehörte sie dem Ensemble am Landestheater Niederösterreich an, wo sie unter anderem als Graf Paris in Romeo und Julia, in der Titelrolle von Die kleine Hexe, Die Flucht ohne Ende in einer Inszenierung von Felix Hafner, als Kathi in der Nestroy-Posse Der Zerrissene unter der Regie von Sabine Derflinger, im Revisor und in diversen Rollen in Der gute Mensch von Sezuan zu sehen war. Im März 2019 feierte sie in der Uraufführung der Dramatisierung von Paulus Hochgatterers Der Tag, an dem mein Großvater ein Held war als Nelli Premiere. 2020 stand sie an der Seite von Stefan Pohl für Dreharbeiten zur ersten Innsbrucker ORF-Stadtkomödie Die Lederhosenaffäre vor der Kamera, in der sie die weibliche Hauptrolle übernahm. 2021–2022 spielte sie die Viola in Shakespeare’s Was ihr wollt in einer Inszenierung von Georg Schmiedleitner am Stadttheater Klagenfurt sowie in der deutschsprachigen Uraufführung von ,Opium’ am Werk X in Wien.
Im Juli 2023 spielte sie bei den Salzkammergut Festwochen Gmunden in Koproduktion mit dem Stadttheater Klagenfurt in Shakespeares Der Sturm mit Sona MacDonald und Sebastian Wendelin die Rolle des Caliban.
2023 war sie bei der Verfilmung des New-York-Times-Bestsellers We Were the Lucky Ones der Autorin Georgia Hunter beteiligt, Regie führten Amit Gupta und Thomas Kail.
Im Mai 2024 drehte sie an der Seite von Luise von Finckh, Tobias Moretti, Martin Brambach, Devid Striesow und Anja Kling für die Impro-Serie von Jan Georg Schütte mit dem Titel Die Hochzeit, die von Florida Film als Fortsetzung von Das Begräbnis und Das Fest der Liebe für die ARD produziert wurde.

## Filmografie (Auswahl)
- 2002: Tatort: Elvis lebt! (Fernsehreihe)
- 2002: Andreas Hofer – Die Freiheit des Adlers[14] (Kinofilm)
- 2004: Die Heilerin (Fernsehfilm, Regie Holger Barthel)[14][2]
- 2011: Tatort: Vergeltung (Fernsehreihe)
- 2014: Vals
- 2018: SOKO Kitzbühel (Fernsehserie, Folge Bis in alle Ewigkeit)
- 2019: SOKO Donau/SOKO Wien (Fernsehserie, Folge Auf der Flucht)
- 2020: Die Chefin (Fernsehserie, Folge Schuld)
- 2020: Letzter Wille (Fernsehserie, Folge Bande)
- 2021: Stadtkomödie – Die Lederhosenaffäre (Fernsehfilm)
- 2022: SOKO Linz (Fernsehserie, Folge Da Capo)
- 2022: SOKO Donau/SOKO Wien (Fernsehserie, Folge Ausgetrickst)
- 2023: Landkrimi – Der Tote in der Schlucht (Fernsehreihe)
- 2023: In aller Freundschaft – Die jungen Ärzte (Fernsehserie, Folge Selbstbewusst)
- 2023: Der Schimmelreiter (Kinofilm)
- 2024: Elfi
- 2024: We Were the Lucky Ones (Miniserie, 1 Folge)
- 2025: Die Hochzeit (Miniserie)

## Hörspiele
- 2014: Roland Schimmelpfennig: Der Goldene Drache – Regie Götz Fritsch
- 2015: David Vogel: Eine Wiener Romanze – Regie: Harald Krewer (Hörspiel, 2 Teile – ORF/DLR)[15][16]